# 내반족 소년
《내반족 소년》(영어: The Club-Footed Boy)은 이탈리아의 화가 호세 데 리베라가 1642년 나폴리에서 그린 유화이다. 현재 파리의 루브르 박물관에 소장(1869년 루이 라 카즈 컬렉션 중 하나)되어 있다. 미술사학자 엘리스 워터하우스(Ellis Waterhouse)는 1962년에 출간한 자신의 책 Italian baroque painting에서 이 작품을 "리베라의 예술 전체를 해석할 수 있는 시금석"이라고 평하기도 했다.
플랑드르의 한 상인의 의뢰로 그린 이 그림에는 기형된 발을 가진 나폴리의 거지 소년이 등장한다. 소년의 뒤로는 광활하고 밝은 풍경이 펼쳐져 있는데, 짧은 머리의 소년은 흙빛 옷을 입고 목발을 왼쪽 어깨에 걸친 채로 이를 보이며 웃고 있다. 소년의 왼손에 들린 종이에는 라틴어로 "DA MIHI ELEMOSINAM PROPTER AMOREM DEI"("주님의 사랑으로 나에게 자선을 베푸소서")라는 문장이 쓰여 있다.

## 역사
이 작품은 리베라의 마지막 작품 중 하나이며, 가장 씁쓸한 작품 중 하나이다. 빛과 그림자의 대조가 그에게 즐거움을 주었다. 그는 이탈리아 르네상스 화가들의 구성과 플랑드르 예술가들의 작품을 연구하고 자신의 거의 모든 평생을 이탈리아에서 보냈음에도 불구하고 심오한 스페인적 사실주의 전통을 고수했다.
기독교인들의 인간의 나약함에 대한 인식에 감동한 스페인의 예술가들은 종종 가난하고 장애가 있는 사람들을 그렸다. 이 작품 속 어린 나폴리 방랑자는 자신의 병약함을 이용하고 있는 듯하다. 그는 또한 라틴어로 쓰여진 그 카드로 지나가는 사람들에게 자선을 호소하며, 그가 들고 있는 글을 이용해 우리에게 그가 바보일 뿐만 아니라 장애가 있다는 것을 알리는 데 주의를 기울이고 있다.
이 모티브는 카라바조에 의해 만들어지고 나폴리에서 리얼리즘의 가장 열렬한 추종자였던 리베라가 따른 예술 속 하류 생활 장면에 대한 취향에서 유래한 것으로 보인다.